# Teatr Komedia w Warszawie
Teatr Komedia – warszawski teatr, działający od 1954 roku, wystawiający głównie lekkie komedie, farsy i spektakle muzyczne.
Siedziba teatru znajduje się przy ul. Słowackiego 19a w Warszawie. Dyrektorem teatru jest Krzysztof Wiśniewski.

## Historia
Teatr Komedia został otwarty 1 maja 1954 w budynku przy ul. Sierpeckiej zaprojektowanym przez Stanisława Brukalskiego. Początkowo działał jako „Teatr na Żoliborzu”. Wystawiano tu farsy, komedie i musicale. Pierwszym dyrektorem i kierownikiem artystycznym była Wanda Wiera Padwa. 21 stycznia 1957 zmieniono nazwę na „Teatr Komedia”. W latach 1990–1993 teatr działał pod nazwą „Teatr Północny”.
Obiekt umieszczony na liście dóbr kultury współczesnej w Warszawie przez Stowarzyszenie Architektów Polskich w 2003.

## Wybrane spektakle z repertuaru teatru

### (1957)Daj buzi, Kate
- premiera: 14 września 1957
- autor: Cole Porter
- reżyseria: Jerzy Rakowiecki
- scenografia: Jan Kosiński
- przekład: Janusz Minkiewicz, Antoni Marianowicz
- choreografia: Jerzy Kapliński
- kostiumy: Krystyna Horecka
- adaptacja muzyczna: Tadeusz Kierski
- obsada: Ewa Krasnodębska/Barbara Stępniakówna (jako Lili Vanessi (Katarzyna)), Witold Kałuski/Zygmunt Kęstowicz (jako Fred Graham (Petruchio)), Jadwiga Wejcman (jako Louis Lane (Bianca)), Mieczysław Kalenik (jako Bill Calhown (Lucentio)), Kazimierz Dembowski (jako Harry Trevor (Baptysta)), Bogumił Kłodkowski (jako Gremio), Tadeusz Somogi (jako Hortensio), Cezary Julski/Jarema Stępowski (jako Gangster I), Jerzy Tkaczyk (jako Gangster II), Wiktor Biegański/Lucjan Dytrych/Ryszard Kierczyński (jako Harrison Howell), Michał Gazda (jako Ralph), Zofia Jamry (jako Hattie), Klemens Mielczarek (jako Paul), Ludmiła Terlecka (jako dziewczyna), Jan Dębski (jako Portier), Sylwester Przedwojewski (jako Mikołaj)

### (1958)Porwanie Sabinek
- spektakl przygotowany we współpracy z Telewizją Warszawską
- premiera: 8 czerwca 1958
- autor: Franz i Paul Schonthan
- reżyseria: Czesław Szpakowicz
- współpraca reżyserska: Helena Gruszecka
- opracowanie sceniczne: Julian Tuwim
- adaptacja scenariusza: Władysław Jastrzębiec
- choreografia (ewolucje): Barbara Fijewska
- scenografia: Czesław Szpakowicz
- opracowanie muzyczne: Tadeusz Kierski
- dyrygent: Charles Bovery, Henryk Orłowski
- obsada: Jarema Stępowski (jako profesor), Helena Gruszecka/Hanna Skarżanka (jako Ernestyna, żona Profesora), Ewa Krasnodębska/Zofia Jamry (jako Madzia, starsza córka Profesora), Benigna Sojecka (jako Anulka, młodsza córka Profesora), Zygmunt Kęstowicz/Lech Mikułowski (jako Karol), Jolanta Skowrońska (jako Weronika, służąca), Witold Kałuski/Andrzej Szczepkowski (jako Leonard Strzyga-Strzycki, Dyrektor teatru), Wojciech Siemion (jako Antoni Gromski), Wieńczysław Gliński (jako Emil, syn Antoniego)

### (1959)Królowa przedmieścia
- premiera: 22 października 1959
- autor: Konstanty Krumłowski
- scenariusz i reżyseria: Jerzy Rakowiecki
- adaptacja scenariusza: Józef Wittlin
- teksty piosenek: Ziemowit Kuniński, Andrzej Szczepkowski
- choreografia: Mikołaj Kopiński
- scenografia: Krystyna Horecka
- opracowanie i kierownictwo muzyczne: Tadeusz Kierski
- dyrygent: Henryk Orłowski
- obsada: Barbara Rylska/Jadwiga Wejcman (jako Mańka, Paulinka), Wieńczysław Gliński (jako Antek), Zygmunt Kęstowicz (jako Kantek), Wojciech Siemion/Jarema Stępowski (jako Felek), Jolanta Skowrońska (jako Kaśka), Tadeusz Ross (jako Zygmunt), Andrzej Szczepkowski (jako Stefan), Witold Kałuski (jako Edward), Bogumił Kłodkowski/Jerzy Tkaczyk (jako Pióro, Cyrkowcy), Cezary Julski (jako Kufel), Wiktor Biegański/Kazimierz Dembowski (jako mecenas Złotogórski), Stefania Massalska (jako Marysia, Dziewczyna z Tamburino), Kazimierz Dembowski/Edward Szupelak-Gliński (jako Sierpecki), Zofia Jamry (jako Lila), Irena Górska/Helena Gruszecka (jako Marcinowa), Irena Ładosiówna (jako Martysiakowa), Tadeusz Somogi (jako Facet, Flisak), Jerzy Ruśniaczek (jako fotograf), Jan Dębski (jako Walenty)

### (1960)Pasztet jakich mało
- premiera: 4 czerwca 1960
- autor: Raymond Vincy, Jean Valmy
- reżyseria: Andrzej Szczepkowski
- tłumaczenie: Tadeusz Polanowski
- scenografia: Czesław Szpakowicz
- obsada: Jarema Stępowski (jako baron Hubert de Mont-Vermeil), Andrzej Szczepkowski (jako kardynał de Tramon), Barbara Rylska (jako Antonina Mercier), Zygmunt Kęstowicz (jako Julek), Witold Kałuski (jako Patrycy), Benigna Sojecka (jako Lucynka)

### (1964)Rozkoszna wojna
- premiera: 10 grudnia 1964
- autor: Charles Chilton, Joan Littlewood
- reżyseria: Jan Biczycki
- tłumaczenie i adaptacja: Gustaw Gottesman
- tłumaczenie piosenek: Andrzej Jarecki
- choreografia: Witold Gruca
- scenografia: Kazimierz Wiśniak
- kierownictwo muzyczne: Edward Pałłasz
- dyrygent: Mieczysław Nowakowski
- przygotowanie wokalne: Romana Krebs
- asystent reżysera: Anton Dewetakow (PWST)
- obsada: Danuta Gallert, Zofia Jamry, Barbara Stępniakówna, Sylwia Zakrzewska, Barbara Rylska, Kalina Jędrusik, Teresa Mikołajczuk, Irena Karel, Jacek Hilchen, Cezary Julski, Bogumił Kłodkowski, Bolesław Kostrzyński, Bohdan Łazuka, Bogdan Niewinowski, Wojciech Rajewski, Tadeusz Ross, Tadeusz Somogi, Andrzej Stockinger, Jerzy Tkaczyk

### (1965)My Fair Lady
- premiera: 11 września 1965
- autor: Frederick Loewe
- reżyseria: Thomas Andrew, Jan Biczycki, Jagienka Zychówna
- tłumaczenie: Antoni Marianowicz
- scenariusz: Alan Jay Lerner (libretto), Janusz Minkiewicz (piosenki)
- choreografia: Thomas Andrew
- scenografia: Krystyna Zachwatowicz, Kazimierz Wiśniak
- muzyka: Frederick Loewe
- dyrygent: Mieczysław Nowakowski
- przygotowanie muzyczne: Edward Pałłasz
- asystent reżysera: Bogdan Niewinowski
- obsada: Barbara Rylska (jako Eliza Doolittle), Edmund Fetting (gościnnie jako prof. Henry Higgins), Cezary Julski (jako pułkownik Pickering), Wojciech Rajewski (jako Alfred P. Doolittle), Irena Ładosiówna (jako pani Higgins), Tadeusz Ross (jako Freddy Eynsford-Hill), Helena Bortnowska (jako pani Eynsford-Hill), Jagienka Zychówna (jako pani Pearce), Helena Gruszecka (jako pani Hopkins), Hanna Rydzewicz (jako lady Boxington), Kazimierz Dembowski (jako Lord Boxington), Jaga Boryta (jako królowa Transylwanii), Jerzy Tkaczyk (jako Zoltan Karpathy), Danuta Gallert, Izabella Hrebnicka, Zofia Jamry, Irena Karel, Hanna Lachman, Teresa Mikołajczuk, Barbara Stępniówna, Janina Zarubin, Jacek Hilchen, Bogusław Koprowski, Bolesław Kostrzyński, Bogdan Niewinowski, Tadeusz Ross, Tadeusz Somogi, Bogumił Kłodkowski, Andrzej Stockinger oraz zespół baletowy: Jolanta Egiert, Bożena Mamontowicz, Elżbieta Poznerowicz, Ryszarda Przydatek, Ewa Romatowska, Jakub Chrzanowski, Andrzej Danko, Władysław Kotarski, Marek Piątkowski, Stefan Wyszotyński, Mieczysław Kulczewski, Leszek Michalski

### (1978)Gwałtu, co się dzieje!
- premiera: 4 marca 1978
- autor: Aleksander Fredro
- reżyseria: Olga Lipińska
- asystent reżysera: Maciej Wolf
- choreografia: Witold Gruca
- scenografia: Andrzej Sadowski
- muzyka: Jerzy Derfel
- obsada: Jolanta Skowrońska (jako Urszula), Bogdan Niewinowski (jako Tobiasz), Aleftyna Gościmska (jako Barbara), Jerzy Tkaczyk (jako Kasper), Hanna Orsztynowicz/Joanna Sienkiewicz (jako Kasia), Teresa Mikołajczuk (jako Agata), Bogumił Kłodkowski (jako Błażej), Bogusław Koprowski/Zdzisław Leśniak (jako Filip Grzegotka), Jacek Czyż (jako Jan Kanty Doręba), Maciej Wolf (jako Dyzma Bekiesz), Janusz Rewiński (jako Makary) oraz mieszczanie, mieszczki i szeregowce: Agnieszka Byrska, Wanda Elbińska, Zofia Jamry, Hanna Lachman, Zofia Merel, Hanna Orsztynowicz, Joanna Sienkiewicz, Maria Szadkowska, Jolanta Wesołowska, Leopold Borkowski, Janusz Cywiński, Stanisław Iżyłowski, Jerzy Januszewicz, Jan Mayzel

### (1979)Krasnoludki, krasnoludki
- premiera: 5 maja 1979
- autor: Tadeusz Kijonka
- reżyseria i opracowanie dramaturgiczne: Wojciech Pokora
- asystent reżysera: Andrzej Mirecki
- choreografia: Witold Gruca
- scenografia: Marek Lewandowski
- muzyka: Katarzyna Gärtner
- dyrygent: Czesław Majewski, Mirosław Jastrzębski
- obsada: Jerzy Tkaczyk (jako dyrektor), Agnieszka Fitkau-Perepeczko (jako sekretarka, Wróżka), Maciej Maciejewski (jako reżyser), Andrzej Mirecki (jako Scenograf, Jaś), Joanna Sienkiewicz (jako pani Joasia, Kopciuszek), Hanna Orsztynowicz (jako pani Hania, Śnieżka), Teresa Mikołajczuk (jako pani Terenia, Czerwony Kapturek), Irena Szewczykówna (jako pani Irka, Małgosia), Barbara Bargiełowska (jako pani Basia, Królowa), Iwona Biernacka (jako pani Iwonka, Dziewczynka z zapałkami), Zofia Merle (jako pani Zosia, Baba Jaga), Aleftyna Gościmska (jako pani Nana, Macocha), Agnieszka Byrska (jako pani Agnieszka, Córka I), Hanna Lachman (jako pani Hanka, Córka II), Lech Pietrasz (jako pan Leszek, Król), Jerzy Woźniak (jako pan Jurek, Królewicz), Jacek Czyż (jako Ispicjent, Wilk), Andrzej Grabarczyk (jako strażak, Książę), Bogusław Koprowski (jako Kurtyniarz, Czarownica) oraz krasnoludki: Anita Dymszówna, Barbara Sawa, Zenon Dądajewski, Ryszard Dreger, Stanisław Iżyłowski, Wojciech Kępczyński, Roch Siemianowski, Sokołowska Jolanta

### (1979)Siódme - mniej kradnij
- premiera: 16 listopada 1979
- autor: Dario Fo
- reżyseria: Olga Lipińska
- współpraca reżyserska: Janusz Rewiński
- tłumaczenie: Zofia Ernstowa, Jerzy Kierst
- choreografia: Witold Gruca
- scenografia: Andrzej Sadowski
- muzyka: Jerzy Ferfel
- dyrygent: Roman Czubaty, Czesław Majewski
- kierownictwo muzyczne: Roman Czubaty
- obsada: Bogusław Koprowski (jako Grabarz), Andrzej Grabarczyk (jako Grabarz), Maciej Maciejewski (jako Grabarz), Hanna Orsztynowicz-Czyż/Iwona Biernacka (jako Seneka), Cezary Julski (jako dyrektor cmentarza), Tadeusz Kwinta (jako handlarz cierpiący na karawampfobię), Teresa Mikołajczuk (jako żona handlowca), Anita Dymszówna (jako prostytutka), Andrzej Mrowiec (jako komisarz), Tadeusz Somogi (jako agent), Roch Siemianowski (jako agent), Wanda Elbińska (jako prostytutka), Urszula Ikanowicz (jako prostytutka), Hanna Lachaman (jako prostytutka), Jacek Czyż (jako złodziej), Jan Mayzel (jako Dozorca), Krystyna Tkacz (jako żona dozorcy), Barbara Macura-Sawa (jako zakonnica), Izabela Olejnik (jako zakonnica), Bogusław Koprowski (jako Wariat), Andrzej Grabarczyk (jako Wariat), Janusz Rewiński (jako Wariat), Maciej Maciejewski (jako Wariat), Stanisław Iżyłowski (jako lekarz), Agnieszka Byrska (jako matka przełożona), Zenon Dądajewski (jako Szantażowany), Wojciech Kępczyński (jako sędzia), Lech Pietrasz (jako Ekscelencja)

### (1980)Król IV
- premiera: 11 czerwca 1980
- autor: Stanisław Grochowiak
- reżyseria: Olga Lipińska
- współpraca reżyserska: Janusz Rewiński
- scenografia: Andrzej Sadowski
- opracowanie muzyczne: Roman Czubaty
- obsada: Marian Opania (jako król IV), Stanisław Iżyłowski (jako Fortynbras), Janusz Rewiński (jako generał), Cezary Julski (jako Premier), Tadeusz Kwinta (jako minister wewnętrzny), Izabella Olejnik (jako Woźna), Andrzej Mrowiec (jako Prezes), Maciej Maciejewski (jako Zausznik I), Zenon Dądajewski (jako Zausznik II), Krzysztof Stroiński (jako Zamachowiec), Krystyna Tkacz (jako Atilatika), Bogusław Koprowski (jako Liktor), Jacek Czyż (jako Dworzanin)

### (1981)Ja się nie boję braci Rojek
- premiera: 13 lutego 1981
- autor: Konstanty Ildefons Gałczyński
- reżyseria i adaptacja scenariusza: Olga Lipińska
- choreografia: Witold Gruca
- scenografia: Marian Kołodziej
- muzyka: Krzysztof Knittel
- kierownictwo muzyczne: Roman Czubaty
- obsada: Iwona Biernacka, Anita Dymszówna, Agnieszka Fitkau-Perepeczko, Barbara Macura-Sawa, Izabella Olejnik, Hanna Orsztynowicz-Czyż, Krystyna Tkacz, Jadwiga Wejcman, Jacek Czyż, Zenon Dądajewski, Stanisław Iżyłowski, Cezary Julski, Wojciech Kępczyński, Wojciech Koprowski, Tadeusz Kwinta, Sylwester Maciejewski, Kazimierz Mazur, Andrzej Mrowiec, Marian Opania, Grzegorz Stachurski, Krzysztof Stroiński, Jolanta Wesołowska

### (1982)Pierścień i róża
- premiera: 20 listopada 1982
- reżyseria: Krzysztof Orzechowski
- tłumaczenie: Anna Frąckiewicz
- adaptacja: Harris Deans
- ruch sceniczny: Tomasz Grochoczyński
- scenografia: Iwona Zaborowska
- muzyka: Jacek Szczygieł

### (1983)Dożywocie
- premiera: 25 sierpnia 1983
- autor: Aleksander Fredro
- reżyseria: Olga Lipińska
- scenografia: Anna Rachel
- muzyka: Wojciech Głuch
- asystent reżysera: Grzegorz Potocki
- asystent scenografa: Zofia Gall
- obsada: Witold Dębicki/Marek Sokół (jako Leon Birbancki), Jan Mayzel/Jan Młodawski (jako doktor Hugo), Bogdan Niewinowski (jako Orgon), Jolanta Gogolewska/Teresa Marczewska (jako Rózia, córka Orgona), Wiesław Drzewicz (jako Łatka), Andrzej Mrowiec (jako Twardosz), Zbigniew Grusznic (jako Rafał Lagena), Stanisław Iżyłowski (jako Michał Lagena), Sylwester Maciejewski (jako Filip), Zenon Dądajewski/Jarosław Domin/Bogusław Koprowski/Marek Sokół (jako Muzycy), Jan Mayzel/Ryszard Pracz (jako Służący I), Grzegorz Potocki (jako Służący II), Zenon Dądajewski (jako Żyd I), Jarosław Domin (jako Żyd II), Bogusław Koprowski (jako Maciej), Marek Sokół (jako Szwajcar)

### (1984)Kram z piosenkami
- premiera: 19 czerwca 1984
- autor: Leon Schiller
- reżyseria: Olga Lipińska
- asystent reżysera: Grzegorz Potocki
- choreografia: Henryk Konwiński
- scenografia: Andrzej Sadowski
- kostiumy: Anna Rachel
- kierownictwo muzyczne: Wojciech Głuch
- przygotowanie wokalne: Barbara Rutkowska
- obsada: Lidia Bartnik-Kubat (jako Maszkaron, Dama, Karczmarka, Dama, Panieneczka, Szwaczusia/Modelka, Walczyk katarynkowy, Koleżanka Jadwigi, Panienka z mamusią), Henryk Błażejczyk (jako Pan, Młody pan, Peleryniarz, Elegant), Zenon Dądajewski (jako Szlachcic, Ułan, Młody pan, Peleryniarz, Cyklista), Jarosław Domin (jako Jan w Oleju, Pan, Ułan, Kelner, Peleryniarz, Artysta), Grażyna Dyląg (jako Gracja, Karczmarka, Dama, Panieneczka, Szwaczusia/Modelka, Elegantka), Jolanta Gogolewska (jako Szlachcianka, Karczmarka, Panna na wydaniu, Szwaczusia/Modelka, Elegantka), Tomasz Grochoczyński (jako Agapit, Większy, Oficer, Ułan, Kelner, Wodzirej, Pan Artiur, Artysta), Zbigniew Grusznic (jako pan Młody, Ułan, Młody pan, Peleryniarz, Prowadzący karuzel), Stanisław Iżyłowski (jako Pijak, Muzyk, Ułan, Podchmielony, Hamlet), Jerzy Januszewicz (jako Pijak, Muzyk, Ciura oficerska, Ciura, Pan przy piwku), Joanna Kasperska (jako Szlachcianka, Karczmarka, Panna na wydaniu, Szwaczusia/Modelka,Koleżanka Jadwigi), Jacek Kawalec (jako Walek, Amor, Ułan, Młody pan, Peleryniarz, Elegant), Anna Koławska (jako Gospodyni, Matka, Ciotka, Szwaczusia/Modelka, Ciotka), Krzysztof Krupiński (jako Barnaba, Grzela, Tyciuteńki, Ułan, Kelner, Wodzirej, Pan Artiur, Pan Wincenty, Elegant), Włodzimierz Kubat (jako Pan, Ułan, Młody pan, Peleryniarz, Lodziarz), Ilona Kuśmierska (jako Szlachcianka, Subretka, Dama, Panieneczka, Szwaczusia/Modelka, Samotna panienka), Sylwester Maciejewski (jako Serwacy, Pan, Ułan, Kelner, Pan Wincenty, Peleryniarz, Wiatr za szybami, Ryży amant), Barbara Majewska (jako pani, Pani, Ciotka), Teresa Mikołajczuk (jako Maszkaron, Pani, Karczmarka, Panna na wydaniu, Szwaczusia/Modelka, Koleżanka Jadwigi), Andrzej Mrowiec (jako Starosta, Ojciec, Mąż, Kołysanka, Peleryniarz, Pan przy piwku), Bogdan Niewinowski (jako Gospodarz, Pan, Mąż, Wędkarz), Maria Quoos (jako panna młoda, Zalotnica, Karczmarka, Dama, Panieneczka, Panna Marianna, Szwaczusia/Modelka, Elegantka), Ryszard Pracz (jako Muzyk, Mąż, Pan przy piwku), Agata Rzeszewska (jako Psyche, Subretka, Dama, Szwaczusia/Modelka, Piękność miejscowa), Marek Sokół (jako pan Młody, Ułan, Młody pan, Peleryniarz, Narzeczony), Tadeusz Somogi (jako Satyr, Ułan, Mąż, Peleryniarz, Elegant), Barbara Stępniakówna (jako Gospodyni, Ciotka, Mamusia), Irena Szymczykiewicz-Tyl (jako Maszkaron, Dama, Subretka, Dama, Panieneczka, Szwaczusia/Modelka, Jadwiga), Hanna Śleszyńska (jako Maszkaron, Pani, Zalotnica, Subretka, Dama, Panieneczka, Panna Marianna, Szwaczusia/Modelka, Walczyk katarynkowy, Koleżanka Jadwigi, Panienka z mamusią), Jadwiga Wejcman (jako Gracja), Jolanta Wesołowska (jako Gracja, Karczmarka, Dama, Panieneczka, Szwaczusia/Modelka, Artystka), Krzysztof Zakrzewski (jako Szlachcic, Ułan, Młody pan, Peleryniarz, Narzeczony), Ewa Florczak, Dorota Furman, Ewa Małachowska, Małgorzata Markiewicz, Ewa Miller, Katarzyna Skolimowska, Ewa Smolińska, Iwona Świętochowska, Beata Walat, Jolanta Wołłejko, Iwona Zwoźniak, Jacek Czyż, Piotr Gąsowski, Piotr Hankus, Zbigniew Janiszewski, Cezary Julski, Tadeusz Kruszyński, Wojciech Machnicki, Jerzy Mazur, Marek Nowowiejski, Dariusz Pomorski, Grzegorz Potocki, Grzegorz Stachurski, Karol Stępkowski oraz zespół AWF

### (1991)Pan Tadeusz
- premiera: 11 marca 1991
- autor: Aleksander Mickiewicz
- opracowanie i reżyseria: Jan Englert
- obsada: Anna Dymna, Katarzyna Figura, Beata Ścibak, Mariusz Benoit, Jan Englert, Krzysztof Kolberger

### (1991)Męczeństwo i śmierć Jean-Paul Marata
- premiera: 5 maja 1991
- autor: Peter Weiss
- inscenizacja i reżyseria: Marek Weiss-Grzesiński
- obsada: Renata Berger, Agnieszka Buczek, Hanna Dunowska, Agnieszka Grankowska, Joanna Hofman, Joanna Kasperska, Barbara Majewska, Teresa Mikołajczuk, Jolanta Orzechowska, Iwona Rulewicz, Beata Walat, Jolanta Wesołowska, Zenon Dądajewski, Mariusz Dmochowski, Stanisław Iżyłowski, Piotr Kazimierski, Mirosław Konarowski, Jan Kulczycki, Andrzej Krucz, Piotr Makowski, Jan Mayzel, Sławomir Orzechowski, Jerzy Pożarowski, Ryszard Pracz, Marek Robaczewski, Jerzy Słonka, Karol Stępkowski, Henryk Zandecki

### (1991)Dydona i Eneasz
- premiera: 12 listopada 1991
- autor: Henry Purcell
- reżyseria: Małgorzata Dziewulska
- obsada: studenci i uczniowie warszawskich szkół muzycznych oraz uczniowie szkoły baletowej

### (1991)Kochanek
- premiera: 21 listopada 1991
- autor: Harold Pinter
- reżyseria: Szczepan Szczykno
- obsada: Anna Majcher, Marek Kondrat

### (1991)Kopciuszek
- premiera: 13 grudnia 1991
- autor: Irena Prusicka
- reżyseria: Karol Stępkowski
- obsada: Jolanta Fijałkowska, Irena Kwiatkowska, Anna Lenartowicz, Marzena Manteska, Iwona Marciniec, Danuta Rinn, Witold Bieliński, Jarosław Domin, Andrzej Ferenc, Piotr Kazimierski, Piotr Makowski, Piotr Skarga, Karol Stępkowski

### (1992)Dwaj
- premiera: 9 maja 1992
- autor: Ryszard Marek Groński
- reżyseria: Roman Załuski
- obsada: Marek Kondrat, Zdzisław Wardejn

### (1992)Engagement
- premiera: 9 maja 1992
- autor: Filip Bajon
- reżyseria: Roman Załuski
- obsada: Grażyna Barszczewska, Małgorzata Pritulak, Zdzisław Wardejn

### (1992)Pieczara Salamanki
- premiera: 20 maja 1992
- autor: Miguel Cervantes – Intermedia
- reżyseria: Artur Hofman
- obsada: Ewa Dałkowska, Joanna Hofman, Maciej Ćwik, Władysław Grzywna, Piotr Kazimierski, Mirosław Konarowski, Henryk Machalica, Marek Robaczewski, Karol Stępkowski, Adam Szyszkowski, Henryk Zandecki

### (1992)Miłość i gniew
- premiera: 23 listopada 1992
- autor: John Osborne
- reżyseria: Krzysztof Kolberger
- obsada: Dorota Chotecka, Aurelia Sobczak, Marek Bogucki, Igor Śmiałowski, Przemysław Wasilkowski

### (1993)Pan Twardowski
- premiera: 21 maja 1993
- opracowanie i reżyseria: Krzysztof Jasiński
- muzyka: Janusz Grzywacz
- obsada: Katarzyna Dańska, Denisa Geislerowa, Małgorzata Gudejko, Lidia Lubińska, Joanna Teśla, Krystyna Tyszkiewicz, Stanisław Banasiuk, Mariusz Czajka, Jarosław Derybowski, Sebastian Gonciarz, Jacek Lenartowicz, Artur Pastuszko, Ryszard Rynkowski, Jerzy Słonka, Karol Stępkowski, Roman Szafrański, Grzegorz Suski, Paweł Suski, Przemysław Wasilkowski, Krzysztof Wróblewski oraz ośmioosobowa grupa baletowa

### (1993)Król Ból
- premiera: 24 listopada 1993
- autor: Katarzyna Lengren
- reżyseria: Karol Stępkowski
- obsada: Jolanta Fijałkowska, Irena Kwiatkowska, Anna Lenartowicz, Marzenna Manteska, Danuta Rinn, Iwona Rulewicz, Janusz Bukowski, Andrzej Ferenc, Grzegorz Gierak, Piotr Skarga, Karol Stępkowski, Henryk Zandecki, Mirosław Zbonik

### (1994)Apetyt na czereśnie
- premiera: 15 maja 1994
- autor: Agnieszka Osiecka
- reżyseria: Zbigniew Bogdański
- obsada: Ewa Bednarczyk, Lidia Korsakówna, Justyna Sieńczyłło, Marek Barbasiewicz, Grzegorz Wons

### (1994)Królewna Śnieżka i krasnoludki
- premiera: 21 października 1994
- autor: Bracia Grimm
- reżyseria: Krzysztof Kolberger
- obsada: Stanisława Celińska, Anna Ciepielewska, Denisa Geislerowa, Alina Janowska, Natalia Kukulska, Sławomira Łozińska, Danuta Rinn, Anna Romantowska, Maryla Rodowicz, Krystyna Sienkiewicz, Krystyna Tkacz, Joanna Trzepiecińska, Ewa Wiśniewska, Barbara Wrzesińska, Mariusz Czajka, Zenon Dądajewski, Mieczysław Gajda, Jan Kobuszewski, Krzysztof Kolberger, Marek Perepeczko, Karol Stępkowski, Zbigniew Wodecki, Artur Żmijewski

### (1995)Mój przyjaciel Harvey
- premiera: 7 stycznia 1995
- autor: Mary Chase
- reżyseria: Marcin Sławiński
- obsada: Katarzyna Ejmont, Małgorzata Foremniak, Irena Kwiatkowska, Dorota Lanton, Lucyna Malec, Małgorzata Maślanka, Hanna Zembrzuska, Andrzej Butruk, Andrzej Grabarczyk, Jan Kobuszewski, Jan Kociniak, Maciej Kujawski, Marek Siusdym, Bronisław Surmiak, Jerzy Turek, Paweł Wawrzecki

### (1995)Lato Muminków
- premiera: 26 października 1995
- autor: Tove Jansson
- adaptacja i reżyseria: Andrzej Maria Marczewski
- obsada: Jadwiga Andrzejewska, Aleksandra Ciejek, Agnieszka Grankowska, Małgorzata Gudejko, Mirosława Krajewska, Irena Kwiatkowska, Jolanta Majchrzak, Iwona Rulewicz, Marzena Trybała, Witold Bieliński, Michał Breitenwald, Zenon Dądajewski, Andrzej Ferenc, Marek Perepeczko, Karol Stępkowski, Zbigniew Wodecki, Tadeusz Woźniak oraz siedmioosobowa grupa baletowa P-89

### (1995)My, dzieci z dworca ZOO
- premiera: 20 listopada 1995
- autor: Christiane F.
- adaptacja i reżyseria: Andrzej Maria Marczewski
- obsada: Jadwiga Andrzejewska, Małgorzata Fijałkowska, Elżbieta Jękot-Orzechowska, Krzysztof Bartłomiejczyk, Andrzej Maria Marczewski

### (1995)Kartki z podróży
- premiera: 9 grudnia 1995
- scenariusz: Krzysztof Kolberger, Andrzej Celmer-Zajączkowski
- obsada: Krzysztof Kolberger, Janusz Strobel (gitara)

### (1996)Pierścień i Róża, czyli ja kocham Rózię
- premiera: 27 stycznia 1996
- autor: William Makepeace Thackeray – sztuka na podstawie powieści Pierścień i róża
- reżyseria: Jerzy Gruza
- obsada: Barbara Babilińska, Aleksandra Ciejek, Małgorzata Gudejko, Mirosława Krajewska, Laura Łącz, Małgorzata Obłój, Iwona Rulewicz, Tatiana Sosna-Sarno, Stanisław Banasiuk, Andrzej Baranowski, Jacek Borcuch, Wojciech Cygan, Grzegorz Gierak, Ryszard Jabłoński, Mirosław Kowalczyk, Janusz Onufrowicz, Piotr Skarga, Jerzy Słonka, Karol Stępkowski oraz dziewięcioosobowy zespół baletowy

### (1996)Z rączki do rączki
- premiera: 9 marca 1996
- autor: Michael Cooney
- reżyseria: Andrzej Rozhin
- obsada: Ewa Borowik, Aleksandra Ciejek, Kinga Ciesielska, Bożena Dykiel, Irena Kwiatkowska, Małgorzata Maślanka, Marzena Trybała, Ewa Wencel, Artur Barciś, Jerzy Bończak, Michał Bukowski, Zenon Dądajewski, Bohdan Ejmont, Paweł Galia, Jan Prochyra, Tomasz Radecki

### (1996)To twoje, to moje
- premiera: 11 października 1996
- autor: Donald Churchill
- reżyseria: Andrzej Rozhin
- obsada: Grażyna Barszczewska, Agnieszka Sitek, Jerzy Bończak

### (1997)Cyrano
- premiera: 20 marca 1997
- autor: Ernest Bryll
- inscenizacja i reżyseria: Andrzej Rozhin
- obsada: Aleksandra Ciejek, Mirosława Krajewska, Jolanta Litwin, Katarzyna Łochowska, Katarzyna Skrzynecka, Monika Stasiak, Stanisław Banasiuk, Jarosław Boberek, Tadeusz Borowski, Robert Janowski, Stefan Knothe, Michał Konarski, Jacek Lenartowicz, Marek Perepeczko, Piotr Rzymyszkiewicz, Karol Stępkowski, Przemysław Walich

### (1997)Fame
- premiera: 28 listopada 1997
- pomysł i opracowanie: David De Silva
- reżyseria i choreografia: Wojciech Kępczyński
- obsada: Marzena Ajzert, Danuta Błażejczyk, Denisa Geislerowa, Anna Głuchowska, Katarzyna Krzyszkowska-Sut, Ewa Kuklińska, Karolina Lutczyn, Katarzyna Łaska, Justyna Sieńczyłło, Joanna Węgrzynowska, Krzysztof Adamski, Jan Bzdawka, Zenon Dądajewski, Łukasz Golec, Wojciech Kępczyński, Farid Lakhdar, Tomasz Stockinger

### (1998)Król Maciuś Pierwszy
- premiera: 8 października 1998
- autor: Janusz Korczak
- adaptacja i reżyseria: Cezary Domagała
- obsada: Irena Kwiatkowska, Tadeusz Borowski, Witold Bieliński, Dariusz Błażejewski, Jan Bzdawka, Cezary Domagała, Piotr Furman, Witold Klec-Pilewski, Jacek Lenartowicz, Jan Skarbek-Kiełłczewski, Karol Stępkowski, Jakub Truszczyński, Konrad Uhma

### (1999)Nie teraz, kochanie
- współprodukcja z Teatrem Kwadrat w Warszawie
- premiera: 9 stycznia 1999
- autor: Ray Cooney, John Chapman
- reżyseria: Marcin Sławiński
- obsada: Anna Borowiec, Ewa Borowik, Olga Borys, Renata Dancewicz, Diana Kadłubowska, Małgorzata Maślanka, Aldona Orman, Barbara Rylska, Katarzyna Skrzypek, Marzena Zając, Jerzy Bończak, Edmund Karwański, Michał Konarski, Tomasz Mandes, Andrzej Nejman, Wojciech Pokora, Marek Siudym, Andrzej Szopa, Paweł Wawrzecki

### (1999)Egzekutor
- współprodukcja
- premiera: 22 września 1999
- autor: Marek Rębacz
- reżyseria: Marek Rębacz
- muzyka: Piotr Bańka
- obsada: Magdalena Wójcik/Joanna Brodzik (jako Anna), Joanna Brodzik/Katarzyna Łukaszyńska (jako Małgosia), Zofia Merle/Zofia Saretok (jako Mamusia), Jacek Chmielnik (jako Jakub), Krzysztof Kiersznowski (jako Mietek), Witold Pyrkosz (jako Tatuś)

### (1999)Biblia (w nieco skróconej wersji)
- współprodukcja z Teatrem Atlantis
- premiera: 15 listopada 1999
- autor: Adam Long, Reed Martin, Austin Tichenor
- reżyseria i tłumaczenie: Arkadiusz Jakubik
- teksty piosenek: Andrzej Ozga
- choreografia: Inga Pilchowska
- scenografia: Agnieszka Kaczyńska
- muzyka: Andrzej Zarycki
- asystent reżysera: Dariusz Sikorski
- obsada: Jarosław Domin, Dariusz Sikorski, Jarosław Witaszczyk, Janusz Wituch

### (1999)Tajemniczy ogród
- premiera: 15 grudnia 1999
- autor: Frances Hodgson Burnett
- libretto: Diana Morgan
- muzyka: Steven Marwick
- reżyseria: Janusz Szydłowski
- tłumaczenie libretta: Krystyna Podleska
- tłumaczenie piosenek: Rafał Dziwisz
- choreografia: Jacek Tomasik
- scenografia: Elżbieta Krywsza
- kierownictwo muzyczne: Roman Czubaty
- przygotowanie wokalne: Irena Sienkiewicz
- korepetycje ruchu scenicznego: Ilona Trybuła
- obsada: Teresa Lipowska (jako pani Medlock), Dorota Pomykała, Magdalena Walach, Joanna Węgrzynowska (jako Marta Davies), Sylwia Chamera/Gabriela Lencka (jako Mary Lennox), Zofia Krawczyńska, Marek Barbasiewicz (jako Archibald Craven), Witold Bieliński (jako Truscot), Jan Kociniak (jako Ben), Jacek Lenartowicz, Andrzej Szopa, Janusz Szydłowski, Tadeusz Wieczorek, Bartłomiej Zdanowicz (jako Dick), Paweł Pyś/Patryk Wąsowski (jako Colin Craven)

### (2000)Prywatna klinika
- premiera: 6 października 2000
- autor: John Chapman, Dave Freeman
- reżyseria: Jerzy Bończak
- przekład: Elżbieta Woźniak
- scenografia: Klaudia Solarz
- kostiumy: Anna Binzer
- opracowanie muzyczne: Małgorzata Małaszko-Stasiewicz
- obsada: Renata Berger, Renata Dancewicz/Magdalena Wołłejko (jako Anna), Małgorzata Maślanka-Krajewska/Daria Trafankowska (jako Magda Farrow), Agnieszka Warchulska, Elżbieta Zającówna (jako Harriet), Ewa Ziętek (jako Mildred Bulthrope), Jerzy Bończak (jako Ryszard), Jan Jankowski/Wojciech Wysocki (jako Gordon Farrow), Andrzej Szopa (jako Alek Bulthrope)

### (2001)Opowiadania zebrane
- premiera: 13 stycznia 2001
- autor: Donald Marguelies
- reżyseria: Krystyna Janda
- obsada: Krystyna Janda, Maria Seweryn

### (2001)Kopciuszek
- premiera: 11 lutego 2001
- autor: Irena Prusicka
- reżyseria: Karol Stępkowski
- choreografia: Dorota Furman
- scenografia: Jerzy Gorazdowski
- muzyka: Aleksander Rostan
- opracowanie muzyczne: Czesław Majewski
- dyrygent: Roman Czubaty
- obsada: Anna Głuchowska/Agnieszka Sztuk (jako Kopciuszek), Marta Klubowicz/Katarzynka Skarżanka (jako Wróżka), Kinga Ciesielska/Daria Trafankowska (jako Macocha), Katarzyna Glinka, Anna Komorowska/Karolina Muszalak (jako Śliczna Lizynda), Małgorzata Lewińska-Mirecka/Anna Sroka (jako Piękna Bylinda), Robert Kudelski/Bartłomiej Zdanowicz (jako Królewicz), Witold Bieliński/Piotr Skarga (jako Wielki Ochmistrz), Jarosław Domin (jako Kot Trot), Grzegorz Klein/Jacek Lenartowicz (jako Pies Alojzy), Karol Stępkowski (jako Egzotyczny Gość)

### (2001)Stosunki na szczycie
- premiera: 10 listopada 2001
- autor: Edward Taylor
- reżyseria: Jerzy Bończak
- tłumaczenie: Elżbieta Woźniak
- scenografia: Marek Chowaniec Marek
- kostiumy: Ewa Borowik
- opracowanie muzyczne: Małgorzata Małaszko-Stasiewicz
- obsada: Agnieszka Dygant (jako Louise Muller), Dorota Kamińska/Agnieszka Kotulanka (jako lady Lillian Partridge), Anna Korcz, Aleksandra Nieśpielak/Katarzyna Skrzynecka (jako Astrid), Jerzy Bończak/Wojciech Pokora (jako Jacques Berri), Zenon Dądajewski/Andrzej Szopa (jako Ernest Kibble), Jan Jankowski (jako Simon Prout), Wojciech Wysocki/Andrzej Zaorski (jako sir Clive Partridge)

### (2002)Życie: trzy wersje
- premiera: 15 lutego 2002
- autor: Yasmina Reza
- reżyseria: Krzysztof Zaleski
- tłumaczenie: Piotr Szymanowski
- scenografia: Joanna Macha
- muzyka: Wojciech Borkowski
- asystent scenografa: Aleksandra Winiarska
- obsada: Edyta Olszówka (jako Inez Finidori), Maria Pakulnis (jako Sonia), Krzysztof Kolberger (jako Hubert Finidori), Piotr Machalica (jako Henryk)

### (2002)Chicago
- premiera: 14 czerwca 2002
- autor: Fred Ebb, Bob Fosse (libretto), John Kander (muzyka)
- reżyseria: Krzysztof Jasiński
- tłumaczenie: Michał Ronikier
- tłumaczenie tekstów piosenek: Wojciech Młynarski
- choreografia: Agustin Egurrola, Piotr Galiński
- scenografia: Marek Chowaniec
- kostiumy: Irena Biegańska
- kierownictwo muzyczne: Wojciech Zieliński
- dyrygent: Wojciech Zieliński, Ryszard Borowski
- asystent choreografa: Anna Wielogórska
- asystent scenografa: Paweł Walicki
- asystent kostiumologa: Małgorzata Domańska
- obsada: Barbara Melzer (jako Velma Kelly), Joanna Liszowska/Katarzyna Skrzynecka (jako Roxie Hart), Hanna Śleszyńska/Krystyna Tkacz (jako mama Morton), Alicja Borkowska/Małgorzata Kosik (jako Hunyak), Julita Kożuszek/Ewa Lorska (jako Liz), Małgorzata Lewińska/Karolina Muszalak (jako Annie), Katarzyna Łaska/Bogna Woźniak (jako June), Agnieszka Drumińska/Katarzyna Żak (jako Mona), Artur Barciś/Jacek Bończyk (jako Amos Hart), Dariusz Błażejewski/Jacek Lenartowicz (jako policjant), Mariusz Czajka/Jarosław Domin (jako Palestra), Piotr Gąsowski/Emilian Kamiński (jako Billy Flynn), Robert Rozmus/Paweł Tucholski (jako Mary Sunshine), Marcin Olszewski/Andrzej Pieńko (jako Fred Casely), Monika Moskwa/Anna Wielogórska (jako Kitty) Paweł Michno/Michał Piróg (jako lekarz); zespół baletowy: Agnieszka Drumińska, Beata Duda, Oliwia Kukułka, Monika Moskwa, Monika Połom, Judyta Ruzik, Marta Szymborska, Joanna Teśla, Anna Wielogórska, Anna Wójtowicz, Radosław Izdebski, Paweł Michno, Piotr Nawrocki, Marcin Olszewski, Andrzej Pieńko, Michał Piróg, Tomasz Rowiński, Mirosław Woźniak; zespół wokalny: Izabela Ziółek, Małgorzata Przybylska, Aneta Figiel, Agnieszka Piotrowska, Andrzej Kruk, Krzysztof Pietrzak, Piotr Hajduk, Paweł Usarek

### (2003)Łóżko pełne cudzoziemców
- premiera: 21 lutego 2003
- autor: Dave Freeman
- reżyseria: Jerzy Bończak
- obsada: Magdalena Kacprzak-Wysocka, Anna Korcz, Agnieszka Kotulanka, Magdalena Margulewicz, Katarzyna Skrzynecka, Magdalena Wójcik, Jerzy Bończak, Maciej Damięcki, Jan Jankowski, Wojciech Pokora, Karol Strasburger, Piotr Szwedes, Zdzisław Wardejn, Wojciech Wysocki

### (2004)Biznes
- premiera: 22 lutego 2004
- autor: John Chapman, Jeremy Lloyd
- reżyseria: Jerzy Bończak
- tłumaczenie: Elżbieta Woźniak
- scenografia: Marek Chowaniec
- kostiumy: Maciej Zień
- opracowanie muzyczne: Małgorzata Małaszko-Stasiewicz
- współpraca kostiumologiczna: Mariusz Swatek
- obsada: Julia Kołakowska/Magdalena Margulewicz (jako Valerie), Anna Korcz/Elżbieta Zającówna (jako Hilda Bigley), Karolina Muszalak/Andżelika Piechowiak (jako Sabrina), Agnieszka Warchulska/Magdalena Wójcik (jako Rose Harris), Artur Barciś/Jerzy Bończak (jako Norman Harris), Piotr Gąsowski/Marcin Troński (jako Stanley Bigley), Michał Milowicz/Andrzej Nejman (jako Kurt Hoffman), Karol Strasburger/Piotr Zelt (jako Sven Uberg)

### (2004)Love Me Tender
- spektakl gościnny – Teatr Doroty Stalińskiej Blue Art
- premiera: 30 maja 2004
- autor: Jacek Koprowicz
- reżyseria: Dorota Stalińska
- obsada: Joanna Koroniewska (jako Ligea), Dorota Stalińska (jako Afrodyta)

### (2005)Węże
- premiera: 11 lutego 2005
- autor: Eric Chappell
- reżyseria: Jerzy Bończak
- tłumaczenie: Elżbieta Woźniak
- scenografia: Marek Chowaniec
- kostiumy: Maciej Zień
- opracowanie muzyczne: Małgorzata Małaszko-Stasiewicz
- choreografia: Marta Dębska
- animacja: Adam Keller
- asystent reżysera: Magdalena Kacprzak
- obsada: Magdalena Wójcik (jako Fay Spencer), Magdalena Kacprzak/Julia Kołakowska (jako Dodie), Piotr Szwedes (jako Sam Spencer), Jerzy Bończak/Wojciech Wysocki (jako Howard Booth), Zenon Dądajewski/Andrzej Szopa (jako Szalony Pies), Marcin Troński/Zdzisław Wardejn (jako inspektor Raynor)

### (2005)Samotne serca
- premiera: 15 września 2005
- autor: Eric Chappell
- reżyseria: Tomasz Dutkiewicz
- tłumaczenie: Elżbieta Woźniak
- scenografia: Izabella Troniewicz
- obsada: Edyta Olszówka (jako Julie), Grażyna Wolszczak (jako Liz), Piotr Machalica (jako Malcolm), Piotr Gąsowski (jako Clive)

### (2006)One
- premiera: 7 stycznia 2006
- autor: Pam Gems
- reżyseria: Krzysztof Zaleski
- tłumaczenie: Anna Wołek
- scenografia: Marek Chowaniec
- kostiumy: Maciej Zień
- opracowanie muzyczne: Małgorzata Małaszko-Stasiewicz
- obsada: Małgorzata Kożuchowska (jako Ryba), Dorota Landowska (jako Dusia), Edyta Olszówka (jako Viola), Beata Ścibakówna (jako Ana)

### (2006)Stepping Out
- premiera: 7 kwietnia 2006
- autor: Richard Harris
- reżyseria: Krzysztof Jasiński
- tłumaczenie: Elżbieta Woźniak
- scenografia: Marek Chowaniec
- choreografia: Piotr Galiński
- II choreograf: Jacek Mieczkowski
- kostiumy: Maciej Zień
- obsada: Hanna Śleszyńska/Barbara Melzer (jako Mavis), Grażyna Barszczewska (jako pani Fraser), Ewa Kuklińska/Katarzyna Skrzynecka (jako Vera), Iwona Konieczkowska (jako Andy), Małgorzata Kosik (jako Dorota), Karolina Muszalak/Ewa Makomaska (jako Maxine), Katarzyna Żak/Agnieszka Drumińska (jako Sylwia), Agnieszka Fajlhauer/Joanna Węgrzynowska/Anna Majcher (jako Rose), Anna Wodzyńska/Karolina Nowakowska (jako Lyne), Jacek Bończyk/Piotr Szwedes (jako Geoffrey) oraz tancerki:  Anna Wielogórska, Agnieszka Szymańska, Ewa Lorska

### (2006)Jeszcze jeden do puli?!
- premiera: 20 czerwca 2006
- autor: Ray Cooney, Tony Hilton
- reżyseria: Jerzy Bończak
- tłumaczenie: Elżbieta Woźniak
- scenografia: Marek Chowaniec
- kostiumy: Ewa Borowik
- opracowanie muzyczne: Małgorzata Małaszko-Stasiewicz
- obsada: Julia Kołakowska (jako Cynthia Hardcastle), Agnieszka Kotulanka (jako Winnie), Katarzyna Walter (jako Amy Hardcastle), Jerzy Bończak (jako Billy Wood, Rupert Wood, Michael Wood oraz Pierre Wood), Witold Dębicki/Zdzisław Wardejn (jako Jonathan Hardcastle), Stefan Friedmann (jako Charlie Barnet), Edward Lubaszenko (jako John), Karol Strasburger (jako Arnold Piper), Piotr Szwedes (jako Clifton Weaver)

### (2006)Songi
- premiera: 9 grudnia 2006
- autor: Bertold Brecht, Kurt Weill
- reżyseria: Tomasz Dutkiewicz
- obsada: Iwona Loranc/Karolina Muszalak, Agnieszka Drumińska/Barbara Melzer, Hanna Śleszyńska/Katarzyna Żak, Artur Barciś/Grzegorz Wons, Jacek Bończyk/Paweł Tucholski, Dariusz Kordek/Wojciech Medyński, Wojciech Wysocki; piano: Małgorzata Hauschild, Michał Salamon

### (2007)Pół żartem, pół sercem
- premiera: 5 stycznia 2007
- autor: Ken Ludwig
- reżyseria i opracowanie muzyczne: Marcin Sławiński
- tłumaczenie: Elżbieta Woźniak
- scenografia: Wojciech Stefaniak
- kostiumy: Dagmara Czarnecka
- asystent reżysera: Katarzyna Skrzypek
- obsada: Joanna Koroniewska/Karolina Łukaszewicz (jako Audrey), Agnieszka Kotulanka (jako Florence), Agnieszka Warchulska/Katarzyna Skrzypek (jako Meg), Stanisław Biczysko (jako Prezes Automobilklubu, Pracownik techniczny, Konduktor, Pokojówka, Posłaniec z telegramem, Detektyw, Kamerdyner), Adam Biedrzycki (jako Duncan), Andrzej Blumenfeld (jako doktor), Waldemar Błaszczyk (jako Jack Gable/Stephanie), Jan Jankowski (jako Leo Clark/Maxine), Michał Lesień/Tomasz Drabek (jako Bobby), Witold Wieliński

### (2007)Najlepsze z najlepszych
- koncert – hity polskiej muzyki rozrywkowej od lat '50 do '90 XX w.
- premiera: 5 stycznia 2007
- obsada: Iwona Loranc, Monika Rowińska, Tomasz Dutkiewicz, Jakub Szydłowski, Łukasz Zagrobelny/Mariusz Totoszko

### (2007)Fredro dla dorosłych - mężów i żon
- premiera: 3 marca 2007
- autor: Aleksander Fredro – na podstawie komedii Mąż i żona
- reżyseria, adaptacja i inscenizacja: Eugeniusz Korin
- scenografia i reżyseria światła: Paweł Dobrzycki
- kostiumy: Agnieszka Maciejak
- producent: Michał Żebrowski
- obsada: Jolanta Fraszyńska (jako Elwira), Joanna Liszowska (jako Justysia), Wojciech Mecwaldowski (jako Alfred), Michał Żebrowski (jako Wacław)

### (2007)Koleżanki
- premiera: 30 marca 2007
- autor: Pierre Chesnot
- reżyseria: Grzegorz Chrapkiewicz
- tłumaczenie: Barbara Grzegorzewska
- scenografia: Wojciech Stefaniak
- kostiumy: Dorota Roqueplo
- asystent kostiumologa: Emilia Czartoryska
- opracowanie muzyczne: Robert Leszczyński
- obsada: Katarzyna Figura (jako Ewelina Darmont), Katarzyna Cygler (jako Paulina), Marzena Trybała (jako Beatrycze), Grażyna Wolszczak (jako Michalina), Katarzyna Żak (jako Lucylla), Rafał Cieszyński/Michał Kruk (jako Bernard), Jerzy Gorzko (jako Borys), Jan Jankowski (jako Filip Darmont)

### (2007)Metoda
- premiera: 28 września 2007
- autor: Jordi Galcerán
- reżyseria: Piotr Łazarkiewicz
- tłumaczenie z katalońskiego: Hanna Szczerkowska
- scenografia i kostiumy: Katarzyna Sobańska
- opracowanie muzyczne: Antoni Łazarkiewicz
- obsada: Maria Seweryn (jako Mercé Degás), Tomasz Karolak (jako Carles Bueno), Rafał Mohr (jako Ferran Augé), Łukasz Simlat (jako Enric Font)

### (2007)Jabłko
- premiera: 13 października 2007
- autor: Vern Thiessen
- reżyseria i scenografia: Tomasz Dutkiewicz
- tłumaczenie: Hanna Szczerkowska
- obsada: Małgorzata Foremniak (jako Evelyn), Joanna Koroniewska (jako Samantha), Jan Jankowski/Tomasz Dutkiewicz (jako Andy)

### (2008)Zamiana na wakacje
- premiera: 4 stycznia 2008
- autor: Ian Ogilvy
- reżyseria: Tomasz Dutkiewicz
- tłumaczenie: Elżbieta Woźniak
- scenografia: Wojciech Stefaniak
- kostiumy: Agnieszka Maciejak
- obsada: Joanna Kurowska (jako Susan Flowers), Karolina Muszalak (jako Connie Lavelle), Paweł Deląg (jako Paul Dobson, Nigel Dobson, Pedro), Bartosz Dziedzic (jako Harry Henson, Pan Dick, Carlos), Jan Jankowski (jako Jeremy Hayes), Piotr Polk (jako Brian Flowers), Piotr Zelt (jako Sidney Thrush, Pan Mobley, Miguel)

### (2008)Best of the Best
- koncert – hity światowej muzyki rozrywkowej od lat '50 do '90 XX w.
- premiera: 4 stycznia 2008
- obsada: Iwona Loranc, Monika Rowińska, Tomasz Dutkiewicz, Jakub Szydłowski, Mariusz Totoszko

### (2008)Lewe interesy
- premiera: 6 marca 2008
- autor: Robin Hawdon
- reżyseria: Jerzy Bończak
- tłumaczenie: Elżbieta Woźniak
- reżyseria: Jerzy Bończak
- scenografia: Marek Chowaniec
- kostiumy: Ewa Borowik
- opracowanie muzyczne: Marian Szałkowski
- obsada: Joanna Liszowska (jako Marry), Katarzyna Zielińska (jako Tania), Jerzy Bończak (jako Terry „Scyzoryk”), Marcin Przybylski (jako Harry), Przemysław Sadowski (jako Garry), Marcin Troński (jako Buldożer), Zdzisław Wardejn (jako Duży Mack), Marcin Zarzeczny (jako Harry)

### (2008)Niebezpieczne związki
- premiera: 9 maja 2008
- autor: Christopher Hampton na podstawie powieści Pierre’a Choderlos de Laclos
- reżyseria: Bartłomiej Wyszomirski
- tłumaczenie: Piotr Szymanowski
- scenografia i kostiumy: Iza Toroniewicz
- obsada: Adrianna Biedrzyńska (jako markiza De Merteuil), Hanna Dunowska (jako pani De Volanges), Magdalena Górska (jako prezydentowa De Tourvel), Zofia Kucówna (jako pani De Rosemonde), Karolina Muszalak/Agnieszka Michalska (jako Emilia), Hanna Piaseczna (jako Cecylia De Volanges), Grażyna Rogowska (jako Służąca), Rafał Cieszyński/Michał Kruk (jako Kawaler Danceny), Bartosz Dziedzic (jako majordomus), Jan Jankowski (jako Wicehrabia De Valmont), Marcin Troński (jako Azolan), Jakub Szydłowski/Paweł Podgórski (jako Śpiewak)

### (2008)After Ashley Show
- premiera: 7 czerwca 2008
- autor: Gina Gionfriddo
- reżyseria: Marcin Sławiński
- tłumaczenie: Krzysztof Puławski
- scenografia i kostiumy: Krzysztof Kelm
- obsada: Edyta Jungowska, Joanna Koroniewska, Marek Barbasiewicz, Paweł Burczyk, Bartłomiej Firlet, Jan Jankowski

### (2008)Zimny prysznic
- wsprodukcja z Teatrem Powszechnym im. Jana Kochanowskiego w Radomiu
- premiera: 19 września 2008
- autor: Fred Apke
- reżyseria: Fred Apke
- tłumaczenie: Marta Klubowicz
- scenografia: Wojciech Stefaniak
- kostiumy: Hanna Sibilski
- obsada: Marta Klubowicz (jako Paula van den Most), Ewa Trochim (jako Clemens), Piotr Cyrwus (jako Petra Meier), Jarosław Rabenda (jako Klaus Meier), Marcin Rój (jako Mikka)

### (2008)Boyband
- premiera: 7 listopada 2008
- autor: Peter Quilter
- reżyseria i scenografia: Tomasz Dutkiewicz
- tłumaczenie: Elżbieta Woźniak
- tłumaczenie tekstów piosenek: Tomasz Dutkiewicz
- kostiumy: Dagmara Czarnecka
- choreografia: Sylwia Adamowicz
- kierownictwo muzyczne i aranżacja: Grzegorz Jabłoński
- reżyseria światła i materiały filmowe: Olaf Tryzna
- reżyseria świateł efektowych: Robert Kozieł
- muzyka: Take That, Backstreet Boys, Westlife, *NSYNC, Maroon 5
- obsada: Olga Borys (jako Mandy), Tomasz Dutkiewicz/Jan Jankowski (jako Wayland), Maciej Robakiewicz (jako Robert); boyband „Freedom” w składzie: Tomasz Bacajewski (jako Adam), Jarosław Derybowski (jako Jay), Michał Kruk (jako Danny), Marcin Mroziński (jako Sean), Maciej Radel (jako Matt); tancerze: Katarzyna Barcik/Monika Połom, Monika Moskwa, Joanna Ziemczyk, Marcin Korczak-Żydaczewski, Andrzej Pieńko, Bartłomiej Zaniewicz

### (2009)Oto idzie panna młoda
- premiera: 2 stycznia 2009
- autor: Ray Cooney, John Chapman
- reżyseria: Grzegorz Chrapkiewicz
- tłumaczenie: Elżbieta Woźniak
- scenografia: Marek Chowaniec
- kostiumy: Dorota Roqueplo
- choreografia: Jacek Badurek
- opracowanie muzyczne: Robert Leszczyński
- aranżacja muzyczna: Krzysztof Maciejowski
- nakrycia głowy: Joanna Denier
- asystent reżysera: Milena Raszkiewicz
- asystent kostiumologa: Marzena Wojciechowska
- asystent choreografa: Iwona Runowska
- obsada: Alicja Dąbrowska, Zofia Merle/Barbara Baryżewska, Monika Rowińska, Elżbieta Zającówna, Wojciech Duryasz, Tomasz Grochoczyński, Wojciech Kalarus, Krzysztof Tyniec

### (2009)Kieszonkowa orkiestra
- premiera: 13 lutego 2009
- autor: Graeme Garden, Callum McLeod
- reżyseria: Norbert Rakowski
- tłumaczenie: Elżbieta Woźniak
- scenografia: Tomasz Dutkiewicz
- kierownictwo muzyczne: Zygmunt Kukla
- kostiumy: Ewa Gdowiok
- multimedia: Marek Antosik
- asystent reżysera: Magdalena Brodowicz
- asystent kostiumologa: Zosia Ufnalewska
- obsada: Kinga Bacik, Marcelina Sankowska, Aleksandra Świdzińska, Paweł Burczyk, Damian Orłowski, Jakub Szydłowski, Filip Woźniakowski

### (2009)39 Steps
- premiera: 4 kwietnia 2009
- autor: John Buchan (książka), Alfred Hitchcock (film)
- adaptacja: Patrick Barlow
- tłumaczenie: Elżbieta Woźniak
- reżyseria i opracowanie muzyczne: Tomasz Dutkiewicz
- scenografia: Wojciech Stefaniak
- kostiumy: Dorota Roqueplo
- reżyseria światła: Olaf Tryzna
- asystent scenografa: Zosia Ufnalewska
- asystent kostiumologa: Emilia Czartoryska, Marzena Wojciechowska
- obsada: Magdalena Wójcik, Piotr Cyrwus, Jan Jankowski, Robert Rozmus

### (2010)Podwójna rezerwacja
- premiera: 8 stycznia 2010
- autor: Ray Cooney, John Chapman
- tłumaczenie: Elżbieta Woźniak
- scenografia: Wojciech Stefaniak
- kostiumy: Dorota Roqueplo
- obsada: Julia Kamińska / Karolina Nowakowska, Edyta Olszówka, Agnieszka Warchulska / Katarzyna Zielińska, Magdalena Wójcik, Ewa Ziętek / Joanna Kurowska, Robert Rozmus, Przemysław Sadowski, Jan Jankowski, Piotr Zelt.